# Delia mutabilis
Delia mutabilis este o specie de muște din genul Delia, familia Anthomyiidae, descrisă de Judin în anul 1976. Conform Catalogue of Life specia Delia mutabilis nu are subspecii cunoscute.